# Ешеев, Владимир Николаевич
Влади́мир Никола́евич Еше́ев (род. 7 мая 1958, Новая Заря, Читинская область) — советский стрелок из лука, российский тренер и спортивный функционер, заслуженный мастер спорта СССР (1988). Чемпион мира (1987), бронзовый призёр Олимпийских игр в Сеуле (1988). Президент Российской федерации стрельбы из лука. Заслуженный работник физической культуры Российской Федерации (2016).

## Биография
В 1990 году окончил Львовский государственный институт физической культуры. Работал тренером национальной команды Португалии по стрельбе из лука в 1993—1995 годах.
Президент Федерации стрельбы из лука России, вице-президент Европейского и Средиземноморского союза стрельбы из лука (ЕМАU), член исполкома Международной федерации стрельбы из лука (FIТА).

## Спортивные достижения
- бронзовый призёр Олимпиады 1988 года
- чемпион мира (1987)
- чемпион Европы (1982)
- серебряный призёр чемпионата Европы (1988)

## Награды
- Заслуженный работник физической культуры Российской Федерации (26 августа 2016) — за заслуги в развитии физической культуры и спорта, многолетнюю добросовестную работу
- медаль «За трудовую доблесть» (1988)